# Rotring

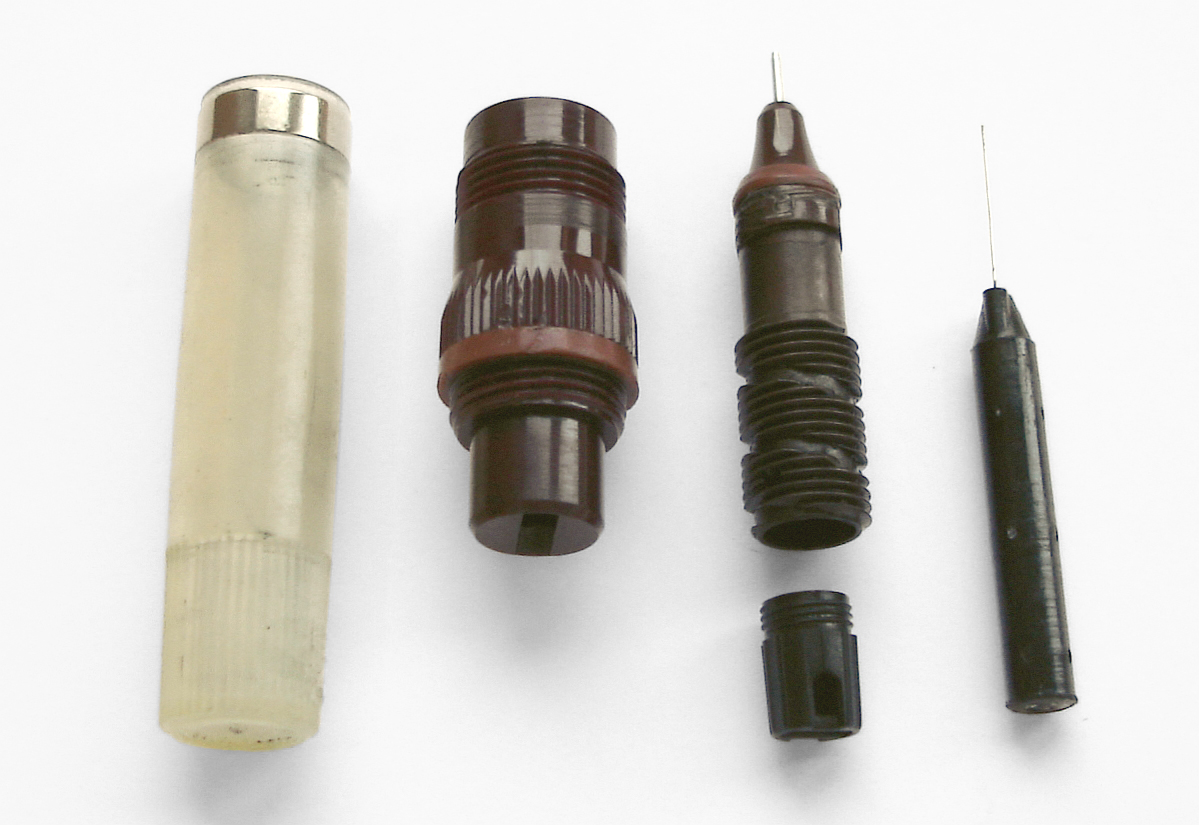
Un Rotring de 1985 desmuntat

Rotring és una empresa alemanya de llapideres i elements de dibuix (especialment dibuix tècnic) situada a Hamburg.
El seu nom significa en alemany "Anell Roig" (Rot Ring) símbol que és el logotip de la marca i apareix envoltant cada llapidera. En 1928 (data de la seua creació) va introduir al mercat una revolucionària llapidera recarregable dita "Tiku" o "Inkograph", cosa que va permetre a la marca començar a ser coneguda mundialment. Més tard, en 1953, va crear el prototip del que es podria considerar la primera llapidera per a dibuix tècnic.
En la dècada de 1990, l'augment de l'ús de la computadora i l'aparició de programes de "Disseny Assistit per Computadora" (CAD), com per exemple l'AutoCAD, va fer que la venda d'aquests elements per a dibuix tècnic, majorment usat per enginyers i arquitectes, reduïren considerablement les seues vendes, pel que l'empresa Rotring va ampliar la seua gamma de productes per a aconseguir nous clients.
En 1998 Rotring va ser comprada per l'empresa Sanford, que al seu torn és part de Newell Rubbermaid Inc. mantenint el seu nom original: Rotring. En 2005 Rotring va deixar d'exportar els seus productes als Estats Units.